# 大手町 (北九州市)
大手町（おおてまち）は福岡県北九州市小倉北区の地名。郵便番号は803-0814。

## 地理
大手町は北九州市都心部南西に位置し、行政・医療・業務機能が混在している。東は紫川に面し、地区の中央を清張通りが南北に貫く。北で城内、東で中島、南で木町、南西で原町、西で金田と隣接する。

## 歴史
大正時代、門司市にあった陸軍の兵器製造所が移り、後に小倉陸軍造兵廠となった。現在の町域は米軍の接収が解かれた後の1960年代以降に順次再開発が行われてきたものである。近年はマンション建設が盛んで、北九州市内でも有数のマンション密集地域となっている。　　

## 地名の由来
大手町という地名は、他の地域の例に漏れず、小倉城の大手門前に位置することに由来する。

## 交通
地内に鉄道は引かれておらず、バスが交通の主体となっている。

### バス
西鉄バス北九州が利用できる。以下に町域内のバス停を示す。
- 大手町（健和会大手町病院前）
- 大手町西
- 検察庁前
- ソレイユホール・ムーブ前
- 小倉北区役所

### 鉄道
JR九州西小倉駅が最寄駅となる。

### 道路
- 北九州高速1号線 大手町出入口・勝山出入口

## 施設

### 北九州市関係
- 北九州市役所小倉北区役所庁舎（市の第2庁舎隣に区役所を新築移転・統合）
- 北九州市消防局
- 北九州市立文書館
- 北九州市立男女共同参画センター・ムーブ

### 政府関係
- 小倉第2合同庁舎
  - 公安調査庁九州公安調査局北九州地区駐在官室
  - 福岡地方検察庁小倉支部
  - 福岡労働局北九州東労働基準監督署
  - 九州農政局福岡県拠点北九州駐在所大手町庁舎
- 福岡国税局小倉税務署
- 日本年金機構小倉北年金事務所（旧小倉北社会保険事務所）

### その他
- 小倉歯科医師会
- 健和会本部・大手町病院
- 健和会大手町リハビリテーション病院（小倉南区のおさゆきリハビリテーション病院を移転）・パークサイドヴィレッジけんわ大手町
- 安川電機小倉事業所
- アルモニーサンク（旧九州厚生年金会館）
- 朝日広告社本社
- 西鉄ストア スピナガーデン大手町
- アーフェリーク迎賓館（結婚式場）
- ハローパーク大手町